# 台玺
台玺（？—？），姬姓，另作漦蠒、漦璽，是中国上古时代的人物，根据《山海经·大荒西经》的记载，他是周朝王室的先祖，生活于夏代。他是帝俊的儿子。他的兄长是后稷。《山海经》称周文王、周武王的周朝王室是台玺。而不像《史记》记载的是后稷的直系后代。生前与其兄后稷一同从事农耕，逝后其子叔均代管农耕。